# Богдан А069
Богдан А069 — автобус малого класу, призначений для міських і приміських перевезень пасажирів. Виготовляється Черкаським автомобільним заводом «Богдан».
Всього виготовлено близько 600 автобусів.

## Опис моделі[2]
Автобус малого класу А069 створений корпорацією «Богдан» в 2006 році. Основою для нього послужило шасі корейського автобуса Hyundai County, кузов ж був розроблений українськими конструкторами. Перші машини були випущені в середині 2006 року, усього ж до кінця 2006 року було випущено близько 40 автобусів моделі А069. Виробництво цих автобусів налагоджено на Луцькому автомобільному заводі, що входить до складу корпорації «Богдан».
Автобус Богдан-А069 оснащений 115-сильним дизельним двигуном D4AL, який відповідає екологічним нормативам Euro-2. Гарантійний ресурс двигуна — 1 млн км пробігу. Коробка передач — механічна, п'ятиступінчаста. Рульове керування оснащене гідропідсилювачем. Система електрообладнання автобуса живиться безпосередньо від генератора (основний режим роботи) або від акумуляторних батарей. Номінальна напруга бортової електромережі — 24 В.
Богдан-А069 обладнаний рідинної системою опалення, в якій використовується тепло системи охолодження двигуна і автономного рідинного підігрівача проточного типу моделі WEBASTO DBW 2010.90. Опалювальні прилади розташовані в кабіні водія під лобовим склом і під здвоєними сидіннями пасажирського салону. Вентиляція салону здійснюється за допомогою вентиляційного люка, кватирок, а також вентилятора отопітеля на робочому місці водія. Автобус має широке панорамне лобове скло і високі скла в пасажирському салоні, що створює гарний огляд як для водія, так і для пасажирів.

## Модифікації
- Богдан-А069.00 — приміська модифікація, що має автоматичні передні двері і задні аварійні двері з ручним відкриванням, а також сидіння з підголівниками. Кількість місць для сидіння в автобусах приміської модифікації — 19.
- Богдан-А069.04 — автобус, призначений для перевезення школярів. Обладнаний сидіннями з підголовниками і ременями безпеки, спеціальними багажниками для шкільних портфелів, збільшена кількість зовнішніх і внутрішніх дзеркал заднього виду. Всього в автобусі 21 місце, з яких одне призначене для супроводжуючого дітей. Зовні автобус має проблискові маячки на даху, на бортах нанесений напис «Шкільний автобус»
- Богдан-А069.21 — міська модифікація, що має дві автоматичні двері, безпосередньо за передньою віссю і в задньому звисі, і 16 місць для сидіння в салоні.[3]

## Технічні характеристики
| Клас                                              | міський автобус                                  |                 |                       |  |
| Виробник                                          | ВАТ «Богдан»                                     |                 |                       |  |
| Розробка                                          | укр                                              |                 |                       |  |
| Кузов                                             |                                                  | 2000000000----- | Гарантія, роки/пробіг |  |
| Ресурс кузова, не менше ніж                       |                                                  |                 |                       |  |
| Довжина, мм                                       | 6690                                             |                 |                       |  |
| Ширина по модлінгу, мм                            | 2180                                             |                 |                       |  |
| Висота, мм                                        | 2880                                             |                 |                       |  |
| Осі                                               | 2 штуки                                          |                 |                       |  |
| Колеса                                            | дискові, 4 штук (2×2)                            |                 |                       |  |
| Шини                                              |                                                  |                 |                       |  |
| Дорожній просвіт, мм                              |                                                  |                 |                       |  |
| Колісна база, мм                                  | 3350                                             |                 |                       |  |
| Споряджена маса, кг                               | 4090                                             |                 |                       |  |
| Повна маса транспорту, кг                         | 7990                                             |                 |                       |  |
| Передня колія, мм                                 |                                                  |                 |                       |  |
| Задня колія, мм                                   |                                                  |                 |                       |  |
| Максимальне навантаження на передню вісь, кг      | 59999                                            |                 |                       |  |
| Максимальне навантаження на задню вісь, кг        | 4100                                             |                 |                       |  |
| Висота підлоги, см                                |                                                  |                 |                       |  |
| Підвіска, штук і тип                              |                                                  |                 |                       |  |
| Підйом, який може подолати автобус, %             |                                                  |                 |                       |  |
| Радіус повороту, не менше, метри                  |                                                  |                 |                       |  |
| Настил підлоги                                    |                                                  |                 |                       |  |
| Поручні                                           |                                                  |                 |                       |  |
| Сидіння                                           |                                                  |                 |                       |  |
| Висота салону, см, ззаду/спереду                  |                                                  |                 |                       |  |
| Двері                                             | засклені, одностулкові поворотно-розсувного типу |                 |                       |  |
| Формула дверей                                    | 1—1                                              |                 |                       |  |
| Висота дверей, см                                 | 215                                              |                 |                       |  |
| Ширина дверних отворів у одностулкових дверях, см |                                                  |                 |                       |  |
| Ширина дверних отворів у двостулкових дверях, см  |                                                  |                 |                       |  |
| Опалення у салоні                                 |                                                  |                 |                       |  |
| Кондиціонування у салоні                          | через люки і зсувні кватирки                     |                 |                       |  |
| Кермо (з гідропідсилювачем)                       |                                                  |                 |                       |  |
| Сидячих місць, штук                               | 15                                               |                 |                       |  |
| Стоячих місць, штук                               | 35                                               |                 |                       |  |
| Повна місткість, людей                            | 50                                               |                 |                       |  |
| Передній міст                                     |                                                  |                 |                       |  |
| Задній міст                                       |                                                  |                 |                       |  |
| Коробка передач                                   | Hyundai                                          |                 |                       |  |
| Число ступенів КП, штук                           |                                                  |                 |                       |  |
| Двигун                                            | дизельний чотиритактний Hyundai                  |                 |                       |  |
| Розташування двигуна                              |                                                  |                 |                       |  |
| Кількість циліндрів                               |                                                  |                 |                       |  |
| Робочий об'єм, літри                              | 3,3                                              |                 |                       |  |
| Ємність паливного бака, літри                     | 230                                              |                 |                       |  |
| Відповідність екологічним нормам                  | Euro-2                                           |                 |                       |  |
| Передпусковий підігрівач                          | Обертальний момент, Нм                           |                 |                       |  |
| Потужність, к.с.                                  | 115                                              |                 |                       |  |
| Охолодження                                       |                                                  |                 |                       |  |
| Робоча гальмівна система                          |                                                  |                 |                       |  |
| Зупинкова гальмівна система                       |                                                  |                 |                       |  |
| Додаткова гальмівна система                       |                                                  |                 |                       |  |
| Резервна гальмівна система                        |                                                  |                 |                       |  |
| система ABS                                       |                                                  |                 |                       |  |
| Педалі акселератора, гальма і зчеплення           |                                                  |                 |                       |  |
| Витрати пального                                  |                                                  |                 |                       |  |
| Час розгону до швидкості 60 км/год, сек           |                                                  |                 |                       |  |
| Максимальна постійна швидкість руху, км/год       | 100                                              |                 |                       |  |

## Конкуренти
- ХАЗ 3250

## Зноски
1. ↑  Габарити Богдан А06921. Архів оригіналу за 3 листопада 2009. Процитовано 9 березня 2010.
2. ↑  Описание модели Богдан-А069 [Архівовано 13 жовтня 2011 у Wayback Machine.] (рос.) 12.02.2011
3. ↑  Автобус. Подвижной состав. Богдан-А069 [Архівовано 25 січня 2012 у Wayback Machine.] 12.02.2012 (рос.)
4. ↑  Технічні характеристики Богдан А06921. Архів оригіналу за 6 листопада 2009. Процитовано 9 березня 2010.